# Shell Scott
Shell Scott é um detetive particular estadunidense fictício, criado pelo escritor Richard S. Prather e sua primeira aventura foi publicada em 1950. A série continuaria por quase 40 anos e mais de 30 livros e se tornaria popular internacionalmente, inclusive no Brasil, com vários títulos publicados em formato de "livro de bolso" nos anos de 1960-1970, muitos pela Edições de Ouro . O livro  Double in Trouble de 1959 foi escrito a quatro mãos com o escritor Stephen Marlowe, criador do detetive Chester Drum que foi parceiro de Shell nessa aventura .
Shell Scott é um ex-fuzileiro naval (lutou na Guerra do Pacífico) de 1,90m de altura e 30 anos (idade permanente em todas as suas aventuras) com cabelos, cortados à "escovinha" (moda militar), e sobrancelhas loiras, quase brancas (embora em muitas capas dos livros, apareçam totalmente brancas). Sua base de atuação é o sudeste da Califórnia (escritório no edifício Hamilton, Broadway entre a terceira e quarta avenida, Los Angeles). Ele é sempre otimista e um pouco ingênuo, vive se envolvendo com várias e perigosas beldades, geralmente modelos, atrizes e figurantes de Hollywood. Em seu apartamento em Los Angeles (Apartamentos Spartan, Hollywood) ele mantém um aquário com peixes tropicais e um enorme painel pendurado na parede que retrata uma mulher nua que ele chama de "Amelia". Além do sexo e da violência, a nudez é outro tema frequente em suas aventuras, seja parcial ou total. Na aventura "Strip for Murder" (1956) ele investiga um caso numa colônia de nudismo. Também é comum ele se ver em situações de perigo ao lado de mulheres semi-despidas.
Seu melhor amigo e confidente é o capitão da Divisão de Homicídios da Polícia, Phil Samson.

## Livros
- Case of the Vanishing Beauty — 1950
- Bodies in Bedlam — 1951
- Everybody Had a Gun — 1951
- Find This Woman — 	1951
- Dagger of Flesh —  1952
- Darling, It's Death — 1952
- Pattern for Murder (nome alternativo de The Scrambled Yeggs (com o autor usando o pseudônimo de David Knight) — 1952
- Way of a Wanton — 	 1952 (br.: Os dez dedos da morte, Editora Tecnoprint S/A)
- Always Leave 'em Dying — 	 1954
- Pattern for Panic — 	 1954
- Ride a High Horse (título alternativo Too Many Crooks) —1956
- Strip for Murder — 	 1956
- The Wailing Frail — 	 1956
- The Deadly Darling — 	 1957
- Have Gat - Will Travel (contos) —	 1957
- Three's a Shroud (novelas curtas) — 1957
- Slab Happy — 	 1958
- Take a Murder — 	 1958
- Over Her Dear Body, 1959.
- Double in Trouble  (em co-autoria com Stephen Marlowe) — 1959
- Dance with the Dead —  1960
- Dig That Crazy Grave —  1961
- Shell Scott's Seven Slaughters (contos) —	1961
- Kill the Clown — 	 1962
- Dead Heat —  1963
- The Cockeyed Corpse —  1964
- Joker in the Deck — 1964
- The Trojan Hearse —  1964
- Dead Man's Walk —  1965
- Kill Him Twice — 	1965
- The Meandering Corpse —  1965
- The Kubla Khan Caper —  1966
- Gat Heat —  1967
- The Cheim Manuscript —  1969
- Kill Me Tomorrow —  1969
- The Shell Scott Sampler (contos) — 1969
- Dead-Bang —  1971
- The Sweet Ride —  1972
- The Sure Thing —  1975
- The Amber Effect —  1986
- Shellshock —  1987